# Tournoi de Singapour de rugby à sept 2016
Navigation
2006 2017
Le Tournoi de Singapour de rugby à sept 2016 (anglais : Singapore Rugby Sevens 2016) est la huitième étape de la saison 2015-2016 du World Rugby Sevens Series. Elle se déroule sur deux jours les 16 et 17 avril 2016 au Stade national à Singapour. L'équipe du Kenya gagne son premier tournoi battant en finale l'équipe des Fidji sur le score de 30 à 7.

## Équipes participantes
Seize équipes participent au tournoi (quinze équipes qualifiées d'office plus une invitée) :
- Afrique du Sud
- Angleterre
- Argentine
- Australie
- Canada
- Écosse
- États-Unis
- France
- Fidji
- Pays de Galles
- Kenya
- Nouvelle-Zélande
- Portugal
- Russie
- Samoa
- Japon (invitée)

## Phase de poules

### Poule A
| Rang | Pays       | J | V | N | D | Pm | Pe | Diff | Pts |
| ---- | ---------- | - | - | - | - | -- | -- | ---- | --- |
| 1    | Fidji      | 3 | 2 | 0 | 1 | 78 | 40 | +38  | 7   |
| 2    | Samoa      | 3 | 2 | 0 | 1 | 61 | 38 | +23  | 7   |
| 3    | Angleterre | 3 | 2 | 0 | 1 | 38 | 38 | 0    | 7   |
| 4    | Portugal   | 3 | 0 | 0 | 3 | 19 | 80 | -61  | 3   |

| 16 avril 2016 12 h 12 UTC+08:00 | Fidji | 14 - 28 | Samoa | Stade national, Singapour |
| 16 avril 2016 12 h 12 UTC+08:00 |       |         |       | Stade national, Singapour |
| 16 avril 2016 12 h 12 UTC+08:00 |       |         |       | Stade national, Singapour |

| 16 avril 2016 12 h 34 UTC+08:00 | Angleterre | 14 - 7 | Portugal | Stade national, Singapour |
| 16 avril 2016 12 h 34 UTC+08:00 |            |        |          | Stade national, Singapour |
| 16 avril 2016 12 h 34 UTC+08:00 |            |        |          | Stade national, Singapour |

| 16 avril 2016 15 h 33 UTC+08:00 | Fidji | 38 - 0 | Portugal | Stade national, Singapour |
| 16 avril 2016 15 h 33 UTC+08:00 |       |        |          | Stade national, Singapour |
| 16 avril 2016 15 h 33 UTC+08:00 |       |        |          | Stade national, Singapour |

| 16 avril 2016 15 h 55 UTC+08:00 | Angleterre | 12 - 5 | Samoa | Stade national, Singapour |
| 16 avril 2016 15 h 55 UTC+08:00 |            |        |       | Stade national, Singapour |
| 16 avril 2016 15 h 55 UTC+08:00 |            |        |       | Stade national, Singapour |

| 16 avril 2016 19 h 26 UTC+08:00 | Fidji | 26 - 12 | Angleterre | Stade national, Singapour |
| 16 avril 2016 19 h 26 UTC+08:00 |       |         |            | Stade national, Singapour |
| 16 avril 2016 19 h 26 UTC+08:00 |       |         |            | Stade national, Singapour |

| 16 avril 2016 19 h 04 UTC+08:00 | Samoa | 28 - 12 | Portugal | Stade national, Singapour |
| 16 avril 2016 19 h 04 UTC+08:00 |       |         |          | Stade national, Singapour |
| 16 avril 2016 19 h 04 UTC+08:00 |       |         |          | Stade national, Singapour |

### Poule B
| Rang | Pays             | J | V | N | D | Pm | Pe | Diff | Pts |
| ---- | ---------------- | - | - | - | - | -- | -- | ---- | --- |
| 1    | France           | 3 | 3 | 0 | 0 | 69 | 36 | +33  | 9   |
| 2    | Nouvelle-Zélande | 3 | 2 | 0 | 1 | 43 | 53 | -10  | 7   |
| 3    | États-Unis       | 3 | 1 | 0 | 2 | 65 | 52 | +13  | 5   |
| 4    | Canada           | 3 | 0 | 0 | 3 | 50 | 86 | -36  | 3   |

| 16 avril 2016 10 h 44 UTC+08:00 | Nouvelle-Zélande | 0 - 24 | France | Stade national, Singapour |
| 16 avril 2016 10 h 44 UTC+08:00 |                  |        |        | Stade national, Singapour |
| 16 avril 2016 10 h 44 UTC+08:00 |                  |        |        | Stade national, Singapour |

| 16 avril 2016 11 h 06 UTC+08:00 | États-Unis | 36 - 14 | Canada | Stade national, Singapour |
| 16 avril 2016 11 h 06 UTC+08:00 |            |         |        | Stade national, Singapour |
| 16 avril 2016 11 h 06 UTC+08:00 |            |         |        | Stade national, Singapour |

| 16 avril 2016 14 h 05 UTC+08:00 | Nouvelle-Zélande | 24 - 17 | Canada | Stade national, Singapour |
| 16 avril 2016 14 h 05 UTC+08:00 |                  |         |        | Stade national, Singapour |
| 16 avril 2016 14 h 05 UTC+08:00 |                  |         |        | Stade national, Singapour |

| 16 avril 2016 14 h 27 UTC+08:00 | États-Unis | 17 - 19 | France | Stade national, Singapour |
| 16 avril 2016 14 h 27 UTC+08:00 |            |         |        | Stade national, Singapour |
| 16 avril 2016 14 h 27 UTC+08:00 |            |         |        | Stade national, Singapour |

| 16 avril 2016 17 h 48 UTC+08:00 | Nouvelle-Zélande | 19 - 12 | États-Unis | Stade national, Singapour |
| 16 avril 2016 17 h 48 UTC+08:00 |                  |         |            | Stade national, Singapour |
| 16 avril 2016 17 h 48 UTC+08:00 |                  |         |            | Stade national, Singapour |

| 16 avril 2016 17 h 26 UTC+08:00 | France | 26 - 19 | Canada | Stade national, Singapour |
| 16 avril 2016 17 h 26 UTC+08:00 |        |         |        | Stade national, Singapour |
| 16 avril 2016 17 h 26 UTC+08:00 |        |         |        | Stade national, Singapour |

### Poule C
| Rang | Pays           | J | V | N | D | Pm | Pe | Diff | Pts |
| ---- | -------------- | - | - | - | - | -- | -- | ---- | --- |
| 1    | Afrique du Sud | 3 | 3 | 0 | 0 | 68 | 10 | +58  | 9   |
| 1    | Kenya          | 3 | 1 | 1 | 1 | 33 | 33 | 0    | 6   |
| 1    | Écosse         | 3 | 1 | 1 | 1 | 48 | 62 | -14  | 6   |
| 1    | Russie         | 3 | 0 | 0 | 3 | 34 | 78 | -44  | 3   |

| 16 avril 2016 10 h 00 UTC+08:00 | Afrique du Sud | 33 - 0 | Écosse | Stade national, Singapour |
| 16 avril 2016 10 h 00 UTC+08:00 |                |        |        | Stade national, Singapour |
| 16 avril 2016 10 h 00 UTC+08:00 |                |        |        | Stade national, Singapour |

| 16 avril 2016 10 h 22 UTC+08:00 | Kenya | 21 - 7 | Russie | Stade national, Singapour |
| 16 avril 2016 10 h 22 UTC+08:00 |       |        |        | Stade national, Singapour |
| 16 avril 2016 10 h 22 UTC+08:00 |       |        |        | Stade national, Singapour |

| 16 avril 2016 13 h 21 UTC+08:00 | Afrique du Sud | 21 - 10 | Russie | Stade national, Singapour |
| 16 avril 2016 13 h 21 UTC+08:00 |                |         |        | Stade national, Singapour |
| 16 avril 2016 13 h 21 UTC+08:00 |                |         |        | Stade national, Singapour |

| 16 avril 2016 13 h 43 UTC+08:00 | Kenya | 12 - 12 | Écosse | Stade national, Singapour |
| 16 avril 2016 13 h 43 UTC+08:00 |       |         |        | Stade national, Singapour |
| 16 avril 2016 13 h 43 UTC+08:00 |       |         |        | Stade national, Singapour |

| 16 avril 2016 17 h 04 UTC+08:00 | Afrique du Sud | 14 - 0 | Kenya | Stade national, Singapour |
| 16 avril 2016 17 h 04 UTC+08:00 |                |        |       | Stade national, Singapour |
| 16 avril 2016 17 h 04 UTC+08:00 |                |        |       | Stade national, Singapour |

| 16 avril 2016 16 h 42 UTC+08:00 | Écosse | 36 - 17 | Russie | Stade national, Singapour |
| 16 avril 2016 16 h 42 UTC+08:00 |        |         |        | Stade national, Singapour |
| 16 avril 2016 16 h 42 UTC+08:00 |        |         |        | Stade national, Singapour |

### Poule D
| Rang | Pays           | J | V | N | D | Pm | Pe | Diff | Pts |
| ---- | -------------- | - | - | - | - | -- | -- | ---- | --- |
| 1    | Argentine      | 3 | 2 | 1 | 0 | 75 | 49 | +26  | 8   |
| 2    | Australie      | 3 | 2 | 0 | 1 | 55 | 36 | +19  | 7   |
| 3    | Japon          | 3 | 1 | 1 | 1 | 59 | 57 | +2   | 6   |
| 4    | Pays de Galles | 3 | 0 | 0 | 3 | 52 | 99 | -47  | 3   |

| 16 avril 2016 11 h 28 UTC+08:00 | Australie | 7 - 12 | Argentine | Stade national, Singapour |
| 16 avril 2016 11 h 28 UTC+08:00 |           |        |           | Stade national, Singapour |
| 16 avril 2016 11 h 28 UTC+08:00 |           |        |           | Stade national, Singapour |

| 16 avril 2016 11 h 50 UTC+08:00 | Pays de Galles | 19 - 26 | Japon | Stade national, Singapour |
| 16 avril 2016 11 h 50 UTC+08:00 |                |         |       | Stade national, Singapour |
| 16 avril 2016 11 h 50 UTC+08:00 |                |         |       | Stade national, Singapour |

| 16 avril 2016 14 h 49 UTC+08:00 | Australie | 17 - 12 | Japon | Stade national, Singapour |
| 16 avril 2016 14 h 49 UTC+08:00 |           |         |       | Stade national, Singapour |
| 16 avril 2016 14 h 49 UTC+08:00 |           |         |       | Stade national, Singapour |

| 16 avril 2016 15 h 11 UTC+08:00 | Pays de Galles | 21 - 42 | Argentine | Stade national, Singapour |
| 16 avril 2016 15 h 11 UTC+08:00 |                |         |           | Stade national, Singapour |
| 16 avril 2016 15 h 11 UTC+08:00 |                |         |           | Stade national, Singapour |

| 16 avril 2016 18 h 42 UTC+08:00 | Australie | 31 - 12 | Pays de Galles | Stade national, Singapour |
| 16 avril 2016 18 h 42 UTC+08:00 |           |         |                | Stade national, Singapour |
| 16 avril 2016 18 h 42 UTC+08:00 |           |         |                | Stade national, Singapour |

| 16 avril 2016 18 h 20 UTC+08:00 | Argentine | 21 - 21 | Japon | Stade national, Singapour |
| 16 avril 2016 18 h 20 UTC+08:00 |           |         |       | Stade national, Singapour |
| 16 avril 2016 18 h 20 UTC+08:00 |           |         |       | Stade national, Singapour |

## Phase finale
Résultats de la phase finale.

### Tournois principaux

#### Cup
|  | Quarts de finale                  | Quarts de finale                  |                                   |                                   | Demi-finales                      | Demi-finales                      |    |  | Finale                            | Finale                            |
|  | Quarts de finale                  | Quarts de finale                  |                                   |                                   | Demi-finales                      | Demi-finales                      |    |  | Finale                            | Finale                            |
|  |                                   |                                   |                                   |                                   |                                   |                                   |    |  |                                   |                                   |
|  | 17 avril 2016 - 11 h 58 UTC+08:00 | 17 avril 2016 - 11 h 58 UTC+08:00 |                                   |                                   | 17 avril 2016 - 16 h 28 UTC+08:00 | 17 avril 2016 - 16 h 28 UTC+08:00 |    |  | 17 avril 2016 - 19 h 38 UTC+08:00 | 17 avril 2016 - 19 h 38 UTC+08:00 |
|  | 17 avril 2016 - 11 h 58 UTC+08:00 | 17 avril 2016 - 11 h 58 UTC+08:00 |                                   |                                   | 17 avril 2016 - 16 h 28 UTC+08:00 | 17 avril 2016 - 16 h 28 UTC+08:00 |    |  | 17 avril 2016 - 19 h 38 UTC+08:00 | 17 avril 2016 - 19 h 38 UTC+08:00 |
|  | Fidji                             | 19                                |                                   |                                   | 17 avril 2016 - 16 h 28 UTC+08:00 | 17 avril 2016 - 16 h 28 UTC+08:00 |    |  | 17 avril 2016 - 19 h 38 UTC+08:00 | 17 avril 2016 - 19 h 38 UTC+08:00 |
|  | Fidji                             | 19                                |                                   |                                   | 17 avril 2016 - 16 h 28 UTC+08:00 | 17 avril 2016 - 16 h 28 UTC+08:00 |    |  | 17 avril 2016 - 19 h 38 UTC+08:00 | 17 avril 2016 - 19 h 38 UTC+08:00 |
|  | Australie                         | 14                                |                                   |                                   | 17 avril 2016 - 16 h 28 UTC+08:00 | 17 avril 2016 - 16 h 28 UTC+08:00 |    |  | 17 avril 2016 - 19 h 38 UTC+08:00 | 17 avril 2016 - 19 h 38 UTC+08:00 |
|  | Australie                         | 14                                | Fidji                             | 26                                |                                   |                                   |    |  | 17 avril 2016 - 19 h 38 UTC+08:00 | 17 avril 2016 - 19 h 38 UTC+08:00 |
|  | 17 avril 2016 - 12 h 20 UTC+08:00 |                                   | Fidji                             | 26                                |                                   |                                   |    |  | 17 avril 2016 - 19 h 38 UTC+08:00 | 17 avril 2016 - 19 h 38 UTC+08:00 |
|  |                                   | Afrique du Sud                    | 21                                |                                   |                                   |                                   |    |  | 17 avril 2016 - 19 h 38 UTC+08:00 | 17 avril 2016 - 19 h 38 UTC+08:00 |
|  | Afrique du Sud                    | Afrique du Sud                    | 21                                | 12                                |                                   |                                   |    |  | 17 avril 2016 - 19 h 38 UTC+08:00 | 17 avril 2016 - 19 h 38 UTC+08:00 |
|  | Afrique du Sud                    |                                   |                                   | 12                                |                                   |                                   |    |  | 17 avril 2016 - 19 h 38 UTC+08:00 | 17 avril 2016 - 19 h 38 UTC+08:00 |
|  | Nouvelle-Zélande                  | 7                                 |                                   |                                   |                                   |                                   |    |  | 17 avril 2016 - 19 h 38 UTC+08:00 | 17 avril 2016 - 19 h 38 UTC+08:00 |
|  | Nouvelle-Zélande                  | 7                                 | Fidji                             | 7                                 |                                   |                                   |    |  |                                   |                                   |
|  | 17 avril 2016 - 12 h 42 UTC+08:00 |                                   | Fidji                             | 7                                 |                                   |                                   |    |  |                                   |                                   |
|  |                                   | Kenya                             | 30                                |                                   |                                   |                                   |    |  |                                   |                                   |
|  | Argentine                         | Kenya                             | 30                                | 12                                |                                   |                                   |    |  |                                   |                                   |
|  | Argentine                         | 17 avril 2016 - 16 h 50 UTC+08:00 |                                   | 12                                |                                   |                                   |    |  |                                   |                                   |
|  | Samoa                             | 7                                 |                                   |                                   |                                   |                                   |    |  |                                   |                                   |
|  | Samoa                             | 7                                 | Argentine                         | 12                                |                                   |                                   |    |  |                                   |                                   |
|  | 17 avril 2016 - 13 h 04 UTC+08:00 | 17 avril 2016 - 13 h 04 UTC+08:00 | Argentine                         | 12                                | Match pour la 3e place            | Match pour la 3e place            |    |  |                                   |                                   |
|  | 17 avril 2016 - 13 h 04 UTC+08:00 | 17 avril 2016 - 13 h 04 UTC+08:00 |                                   | Kenya                             | Match pour la 3e place            | Match pour la 3e place            | 15 |  |                                   |                                   |
|  | France                            | 7                                 | 17 avril 2016 - 19 h 01 UTC+08:00 | 17 avril 2016 - 19 h 01 UTC+08:00 |                                   |                                   | 15 |  |                                   |                                   |
|  | France                            | 7                                 | 17 avril 2016 - 19 h 01 UTC+08:00 | 17 avril 2016 - 19 h 01 UTC+08:00 |                                   |                                   |    |  |                                   |                                   |
|  | Kenya                             | 28                                |                                   | Afrique du Sud                    | 28                                |                                   |    |  |                                   |                                   |
|  | Kenya                             | 28                                |                                   | Afrique du Sud                    | 28                                |                                   |    |  |                                   |                                   |
|  |                                   |                                   |                                   |                                   |                                   |                                   |    |  | Argentine                         | 0                                 |
|  |                                   |                                   |                                   |                                   |                                   |                                   |    |  | Argentine                         | 0                                 |

#### Bowl
|  | Quarts de finale                  | Quarts de finale                  |            |    | Demi-finales                      | Demi-finales                      |  |  | Finale                            | Finale                            |
|  | Quarts de finale                  | Quarts de finale                  |            |    | Demi-finales                      | Demi-finales                      |  |  | Finale                            | Finale                            |
|  |                                   |                                   |            |    |                                   |                                   |  |  |                                   |                                   |
|  | 17 avril 2016 - 10 h 30 UTC+08:00 | 17 avril 2016 - 10 h 30 UTC+08:00 |            |    | 17 avril 2016 - 14 h 35 UTC+08:00 | 17 avril 2016 - 14 h 35 UTC+08:00 |  |  | 17 avril 2016 - 18 h 05 UTC+08:00 | 17 avril 2016 - 18 h 05 UTC+08:00 |
|  | 17 avril 2016 - 10 h 30 UTC+08:00 | 17 avril 2016 - 10 h 30 UTC+08:00 |            |    | 17 avril 2016 - 14 h 35 UTC+08:00 | 17 avril 2016 - 14 h 35 UTC+08:00 |  |  | 17 avril 2016 - 18 h 05 UTC+08:00 | 17 avril 2016 - 18 h 05 UTC+08:00 |
|  | Angleterre                        | 28                                |            |    | 17 avril 2016 - 14 h 35 UTC+08:00 | 17 avril 2016 - 14 h 35 UTC+08:00 |  |  | 17 avril 2016 - 18 h 05 UTC+08:00 | 17 avril 2016 - 18 h 05 UTC+08:00 |
|  | Angleterre                        | 28                                |            |    | 17 avril 2016 - 14 h 35 UTC+08:00 | 17 avril 2016 - 14 h 35 UTC+08:00 |  |  | 17 avril 2016 - 18 h 05 UTC+08:00 | 17 avril 2016 - 18 h 05 UTC+08:00 |
|  | Pays de Galles                    | 17                                |            |    | 17 avril 2016 - 14 h 35 UTC+08:00 | 17 avril 2016 - 14 h 35 UTC+08:00 |  |  | 17 avril 2016 - 18 h 05 UTC+08:00 | 17 avril 2016 - 18 h 05 UTC+08:00 |
|  | Pays de Galles                    | 17                                | Angleterre | 14 |                                   |                                   |  |  | 17 avril 2016 - 18 h 05 UTC+08:00 | 17 avril 2016 - 18 h 05 UTC+08:00 |
|  | 17 avril 2016 - 10 h 52 UTC+08:00 |                                   | Angleterre | 14 |                                   |                                   |  |  | 17 avril 2016 - 18 h 05 UTC+08:00 | 17 avril 2016 - 18 h 05 UTC+08:00 |
|  |                                   | Écosse                            | 19         |    |                                   |                                   |  |  | 17 avril 2016 - 18 h 05 UTC+08:00 | 17 avril 2016 - 18 h 05 UTC+08:00 |
|  | Écosse                            | Écosse                            | 19         | 26 |                                   |                                   |  |  | 17 avril 2016 - 18 h 05 UTC+08:00 | 17 avril 2016 - 18 h 05 UTC+08:00 |
|  | Écosse                            |                                   |            | 26 |                                   |                                   |  |  | 17 avril 2016 - 18 h 05 UTC+08:00 | 17 avril 2016 - 18 h 05 UTC+08:00 |
|  | Canada                            | 19                                |            |    |                                   |                                   |  |  | 17 avril 2016 - 18 h 05 UTC+08:00 | 17 avril 2016 - 18 h 05 UTC+08:00 |
|  | Canada                            | 19                                | Écosse     | 14 |                                   |                                   |  |  |                                   |                                   |
|  | 17 avril 2016 - 11 h 14 UTC+08:00 |                                   | Écosse     | 14 |                                   |                                   |  |  |                                   |                                   |
|  |                                   | États-Unis                        | 10         |    |                                   |                                   |  |  |                                   |                                   |
|  | Japon                             | États-Unis                        | 10         | 7  |                                   |                                   |  |  |                                   |                                   |
|  | Japon                             | 17 avril 2016 - 14 h 57 UTC+08:00 |            | 7  |                                   |                                   |  |  |                                   |                                   |
|  | Portugal                          | 14                                |            |    |                                   |                                   |  |  |                                   |                                   |
|  | Portugal                          | 14                                | Portugal   | 0  |                                   |                                   |  |  |                                   |                                   |
|  | 17 avril 2016 - 11 h 36 UTC+08:00 |                                   | Portugal   | 0  |                                   |                                   |  |  |                                   |                                   |
|  |                                   | États-Unis                        | 26         |    |                                   |                                   |  |  |                                   |                                   |
|  | États-Unis                        | États-Unis                        | 26         | 24 |                                   |                                   |  |  |                                   |                                   |
|  | États-Unis                        |                                   |            | 24 |                                   |                                   |  |  |                                   |                                   |
|  | Russie                            | 5                                 |            |    |                                   |                                   |  |  |                                   |                                   |
|  | Russie                            | 5                                 |            |    |                                   |                                   |  |  |                                   |                                   |

### Matchs de classement

#### Plate
|  | Demi-finales                      | Demi-finales                      |                  |    | Finale                            | Finale                            |
|  | Demi-finales                      | Demi-finales                      |                  |    | Finale                            | Finale                            |
|  |                                   |                                   |                  |    |                                   |                                   |
|  | 17 avril 2016 - 13 h 51 UTC+08:00 | 17 avril 2016 - 13 h 51 UTC+08:00 |                  |    | 17 avril 2016 - 17 h 37 UTC+08:00 | 17 avril 2016 - 17 h 37 UTC+08:00 |
|  | 17 avril 2016 - 13 h 51 UTC+08:00 | 17 avril 2016 - 13 h 51 UTC+08:00 |                  |    | 17 avril 2016 - 17 h 37 UTC+08:00 | 17 avril 2016 - 17 h 37 UTC+08:00 |
|  | Australie                         | 7                                 |                  |    | 17 avril 2016 - 17 h 37 UTC+08:00 | 17 avril 2016 - 17 h 37 UTC+08:00 |
|  | Australie                         | 7                                 |                  |    | 17 avril 2016 - 17 h 37 UTC+08:00 | 17 avril 2016 - 17 h 37 UTC+08:00 |
|  | Nouvelle-Zélande                  | 31                                |                  |    | 17 avril 2016 - 17 h 37 UTC+08:00 | 17 avril 2016 - 17 h 37 UTC+08:00 |
|  | Nouvelle-Zélande                  | 31                                | Nouvelle-Zélande | 21 |                                   |                                   |
|  | 17 avril 2016 - 14 h 13 UTC+08:00 |                                   | Nouvelle-Zélande | 21 |                                   |                                   |
|  |                                   | Samoa                             | 26               |    |                                   |                                   |
|  | Samoa                             | Samoa                             | 26               | 21 |                                   |                                   |
|  | Samoa                             |                                   |                  | 21 |                                   |                                   |
|  | France                            | 7                                 |                  |    |                                   |                                   |
|  | France                            | 7                                 |                  |    |                                   |                                   |

#### Shield
|  | Demi-finales                      | Demi-finales                      |                |    | Finale                            | Finale                            |
|  | Demi-finales                      | Demi-finales                      |                |    | Finale                            | Finale                            |
|  |                                   |                                   |                |    |                                   |                                   |
|  | 17 avril 2016 - 15 h 44 UTC+08:00 | 17 avril 2016 - 15 h 44 UTC+08:00 |                |    | 17 avril 2016 - 18 h 33 UTC+08:00 | 17 avril 2016 - 18 h 33 UTC+08:00 |
|  | 17 avril 2016 - 15 h 44 UTC+08:00 | 17 avril 2016 - 15 h 44 UTC+08:00 |                |    | 17 avril 2016 - 18 h 33 UTC+08:00 | 17 avril 2016 - 18 h 33 UTC+08:00 |
|  | Pays de Galles                    | 24                                |                |    | 17 avril 2016 - 18 h 33 UTC+08:00 | 17 avril 2016 - 18 h 33 UTC+08:00 |
|  | Pays de Galles                    | 24                                |                |    | 17 avril 2016 - 18 h 33 UTC+08:00 | 17 avril 2016 - 18 h 33 UTC+08:00 |
|  | Canada                            | 22                                |                |    | 17 avril 2016 - 18 h 33 UTC+08:00 | 17 avril 2016 - 18 h 33 UTC+08:00 |
|  | Canada                            | 22                                | Pays de Galles | 7  |                                   |                                   |
|  | 17 avril 2016 - 16 h 06 UTC+08:00 |                                   | Pays de Galles | 7  |                                   |                                   |
|  |                                   | Russie                            | 24             |    |                                   |                                   |
|  | Japon                             | Russie                            | 24             | 15 |                                   |                                   |
|  | Japon                             |                                   |                | 15 |                                   |                                   |
|  | Russie                            | 17                                |                |    |                                   |                                   |
|  | Russie                            | 17                                |                |    |                                   |                                   |

## Bilan
Statistiques sportives
- Meilleur marqueur du tournoi :
- Meilleur marqueur d'essais du tournoi : Seabelo Senatla ( Afrique du Sud) et Zack Test ( États-Unis) avec 6 essais[4].

Affluences